# Volker Mammitzsch

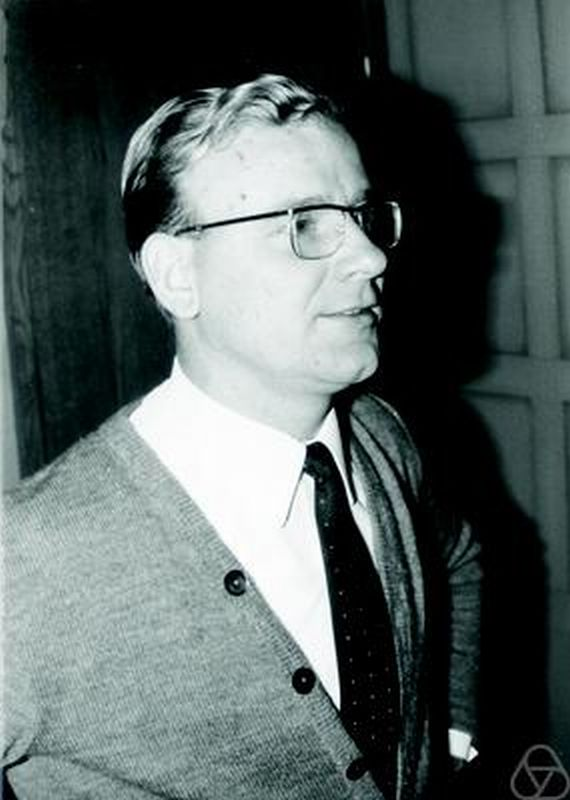
Volker Mammitzsch 1971

Volker Mammitzsch (* 1. März 1938 in Leipzig) ist ein deutscher Mathematiker und Hochschullehrer an der Universität Marburg, der sich mit Stochastik und mathematischer Statistik befasst.
Mammitzsch wurde 1964 bei  Hans Richter an der Ludwig-Maximilians-Universität München promoviert (Maximale Untermengenkörper). Er war 1967/68 Assistant Professor an der Pennsylvania State University und habilitierte sich 1970 in München. 1971 war er Lehrstuhlvertreter in Karlsruhe und 1972 in Münster, bevor er 1973 Professor in Marburg wurde. 2006 wurde er emeritiert.
2000 war er Advisory Professor an der Tongji-Universität in Shanghai. 1988 erhielt er die Bronzemedaille der Naturwissenschaftlichen Fakultät der Karls-Universität Prag. Von 1994 bis 2007 war er Membership Secretary der Bernoulli Society. Er ist Mitglied der Wirtschaftsakademie Breslau.
Er befasst sich unter anderem mit sequentiellen statistischen Methoden bei stochastischen Prozessen, Risikotheorie, dem Verhältnis von Fuzzy-Theorie und Stochastik und der Suche nach optimalen Kernen für die Glättung von statistischen Schätzfunktionen.

## Schriften
- mit H. Richter: Methode der kleinsten Quadrate, Kohlhammer 1973
- mit Dietrich Morgenstern: Wahrscheinlichkeitsrechnung und mathematische Statistik, in Robert Sauer, Istvan Szabo Die Mathematischen Hilfsmittel des Ingenieurs, Band 4, Grundlehren der mathematischen Wissenschaften, Springer Verlag, 1970